# Guglielmo I d'Alvernia
Guglielmo, Guillaime in francese e Guillem in catalano (... – 846), fu conte d'Alvernia dall'841 all'846.

## Origine
Nobile carolingio di cui non si conoscono gli ascendenti, ma secondo Ademaro di Chabannes, era il fratello del precedente conte d'Alvernia, Gerardo I

## Biografia
Di Guglielmo si hanno poche notizie, viene citato da Ademaro di Chabannes, come zio di Ranulfo I di Poitiers, quando quest'ultimo divenne conte di Poitiers, nell'839, dopo che il conte Emenone era stato scacciato, con suo fratello Bernardo, dalla contea di Poitiers dall'imperatore, Ludovico il Pio, in quanto aveva approvato l'elezione a re d'Aquitania di Pipino II, il figlio di Pipino I, dopo la dieta di Worms, di quello stesso anno.
Guglielmo divenne conte d'Alvernia, dopo la morte del fratello, Gerardo, alla Battaglia di Fontenay, del 25 giugno 841.
Alla morte di Guglielmo, avvenuta, nell'846, gli succedette Bernardo I.

## Discendenza
Di Guglielmo non si conosce un'eventuale moglie, né alcuna discendenza.

### Fonti primarie
- (LA)  Ademarus Engolismensis, Historiarum Libri Tres.

### Letteratura storiografica
- René Poupardin, I regni carolingi (840-918), in «Storia del mondo medievale», vol. II, 1979, pp. 583–635